# Roger B. Taney
Roger Brooke Taney (født 17. marts 1777 i Calvert County i Maryland, død 12. oktober 1864 i Washington, D.C.) var en amerikansk advokat, dommer og demokratisk politiker kendt som landets 11. justitsminister i perioden mellem 20. juli 1831 til 14. november 1833 og som landets 12. finansminister i perioden mellem 23. september 1833 til 25. juni 1834. Brooke Taney var også landets femte højesteretsdommer i perioden 28. marts 1836 til 12. oktober 1864, alle embeder under præsident Andrew Jackson.
Taney blev udeksamineret fra Dickinson College i 1795, og efter at have studeret retsvidenskab på et advokatfirma i Annapolis i Maryland blev han indvilget i advokatforeningen i 1799. I samme år blev han også indvalgt i Maryland House of Delegates, men efter at have tabt omvalget flyttede han til Frederick County hvor han arbejdede med sin advokatpraksis. I perioden mellem 1816 til 1821 var Taney medlem af Marylands delstatssenat før han i 1823 flyttede til Baltimore, hvor han fortsatte med sin advokatpraksis. 
Fra 1827 til 1831 gjorde Taney tjeneste som attorney general for delstaten Maryland, før han samme år blev udnævnt til justitsminister af daværende præsident Andrew Jackson. Den 23. september 1833 blev Taney udnævnt til finansminister uden godkendelse af senatet under en såkaldt recess appointment, og da denne udnævnelse udgik blev Taney formelt nomineret til at gøre tjeneste i embedet, men senatet afslog at bekræfte udnævnelsen i 1834. I 1835 blev Taney nomineret som meddommer af præsident Jackson til at efterfølge Justice Duvall, men senatet afslog igen at bekræfte en udnævnelse.
Den 28. december 1835 nominerede Jackson ham som landets næste højesteretsdommer efter John Marshall, noget senatet godkendte den 15. marts 1836. Taney gjorde tjeneste som højesteretsdommer i 36 år, noget som er den anden længste periode af alle højesteretsdommere i USA. Roger Brooke Taney døde den 12. oktober 1864 i Washington, D.C. i en alder af 87 år. Som højesteretsdommer var han med på at sværge præsidenteden for præsidenterne Martin Van Buren, William Henry Harrison, James Knox Polk, Zachary Taylor, Franklin Pierce, James Buchanan og Abraham Lincoln.